# Cydia saltitans
Cydia saltitans é uma espécie de mariposa da família Tortricidae. Encontrada no México, é mais conhecida por proporcionar o fenômeno dos feijões saltadores, no qual a larva da espécie penetra e se movimenta no interior de sementes de várias espécies de plantas do gênero Sebastiania (S. pavoniana ou S. palmeri).

A mariposa coloca os ovos na vagem jovem. As larvas quando eclodem roem e entram para o interior da semente, que fecha a abertura diminuta durante o seu crescimento. A larva se adere ao feijão com muitos fios de seda através de ganchos na região anal e quatro pseudopatas abdominais. Quando o feijão é abruptamente aquecido, quando por exemplo é colocado na palma da mão, as contrações musculares e espasmos da larva, puxando os fios de seda, causam o característico “pulo”. “Pulo” é muitas vezes um exagero, mas o feijão realmente se move um pouco.

A larva pode viver por meses dentro do feijão, com diferentes períodos de dormência. Ela come o interior do feijão, deixando-o oco. Se a semente é cortada, a larva irá reparar o buraco com seda.

Se a larva tem condições adequadas, tais como umidade, ela vai entrar no estado de pupa. Em preparação para isso ela come um furo circular na casca do feijão em Fevereiro e torna a fecha-lo com um tampão de seda. Isso é para permitir que o adulto mariposa, sem mandíbula, possa escapar da semente. Depois de sair da semente ela cria um casulo dentro da semente com uma passagem que leva até a porta de saída. Durante a fase seguinte a larva pupa não se move mais. Normalmente, na Primavera, a mariposa vai forçar seu caminho através de um “alçapão”, deixando para trás o invólucro pupal.

A pequena mariposa, sem mandíbulas, de cor prata e cinza, viverá por somente alguns dias.